# O, Helga Natt (julkonsert)
O, Helga Natt är en julkonsert som 2001-2017 hölls årligen på Stortorget i Örebro framför Sankt Nicolai kyrka. På scen stod en kör och en orkester, två riksartister, en lokalartist, samt program- och allsångsledare. Konserten var även känd för sin ljussättning, skapad av ljusdesignern Ronny Andersson. Snittpubliksiffran var 25 000 personer. Ett avtal år sändes konserten i TV (SVT 2002, TV4 2009, 2010, 2011, 2012 och 2013).
O, Helga Natt arrangerades av SOUL Design AB i samarbete med Örebro Kommun.

## Riksartister som medverkat
- 2001: Sofia Källgren och Raymond Björling
- 2002: Viktoria Tolstoy och Raymond Björling
- 2003: LaGaylia Frazier och Loa Falkman
- 2004: Charlotte Perrelli och Mikael Samuelson
- 2005: Sofia Källgren och Michael Weinius
- 2006: Hannah Holgersson och Barry Banks
- 2007: Malena Ernman, Magnus Rongedal och Henrik Rongedal
- 2008: Nana Hedin och Barry Banks
- 2009: Charlotte Perrelli, Brolle och Oskar Bly
- 2010: Måns Zelmerlöw, Pauline och Avi Klemberg
- 2011: Shirley Clamp, Thomas Di Leva och Lars Cleveman
- 2012: Eric Gadd, Molly Sandén och Avi Klemberg
- 2013: Ola Salo, Jasmine Kara och Loa Falkman
- 2014: Åsa Fång, Carola Häggkvist, Peter Jöback och Sean Banan

## Lokalartister som medverkat
- 2002: Maria Johansson
- 2003: Rosmarie Mortensen
- 2004: Anna-Sofia Gahnfeldt
- 2005: Emma Broughton
- 2006: Sofia Svensson
- 2007: David Karlsson
- 2008: Jonatan Lidner
- 2009: Louise Rönnberg
- 2010: Moa Gagnert
- 2011: Olivia Thörn
- 2012: George Shaid
- 2013 Sophia Andersson
- 2014: Malin Stoetzer